# 제7회 광화문국제단편영화제
제7회 광화문국제단편영화제는 2009년 11월 5일에 열린 시상식이다.

## 수상 및 후보

### 대상
- 할머니와 거짓말 - 토마스 유르키에비치 수상

### 최우수 해외작품상
- 에브리데이 에브리데이 - 천추이메이 수상

### 최우수 국내작품상
- 냄새는 난다 - 이병헌 수상

### 애니메이션상
- 먼지 아이 - 정유미 수상

### 아시프 관객심사단상
- 온 더 로드 투 텔 아비브 - 켄 살렘 수상

### 단편의 얼굴상
- 관객과의 대화 - 김태훈 수상

### 아시프 펀드상
- 무덤가 - 지태경 수상

### 크링상
- 집으로 - 부준펑 수상

### 맥스무비상
- 관객과의 대화 - 정은경 수상

### 국제경쟁부문
- 고양이 입속으로 뛰어들다 - 최진성
- 관객과의 대화 - 정은경
- 냄새는 난다 - 이병헌
- 더 로드 - 정종훈
- 뚜껍아 두껍아 - 이채윤
- 먼지 아이 - 정유미
- 산책가 - 김예영
- 상봉 - 장재진
- 소꿉놀이 - 최주용
- 엄마를 기다리며 - 문자영
- 에어리언 블루스 - 김태엽
- 하우스 패밀리 - 오상호
- 굿맨 - 김동희
- 아크 - 말 울포드
- 새장 - 후안 메디나
- 캠투캠 - 다비 시하리
- 찰리 씨슬 - 브라기 F. 슈트
- 구멍 - 샤리아르 푸르세이디안
- 상실 - 발디마르 요한손
- 에브리데이 에브리데이 - 천추이메이
- 판타스틱 - 폴 로빈슨
- 길짓 급행열차 - 알리 하미드
- 할머니와 거짓말 - 토마스 유르키에비치
- 집으로 - 부준펑
- 일루전 - 부란 쿠바니
- 지하방 두 노인 - 디에고 베가 외1명
- Lesh Sabreen? - 무아야드 알라얀
- 로고라마 - 프랑수아즈 알로 외2명
- 미라클 피시 - 루크 둘란
- 모든 아이의 이름은 도미니크다 - 니콜라 시롤
- 나이스 - 모드 알피
- 온 더 로드 투 텔 아비브 - 켄 살렘
- 팔/시캠 - 드미트리 폴볼로츠키
- 레벨로 - 체탄 라그후람
- 레드 블루 그린 옐로우 - 와심 수키아
- 동거 - 헤나타 피녜이루
- 텐 포 그랜드파 - 더그 카
- 사춘기 - 드미트로 수호리츠키 소브축
- Balladen Om Marie Nord Och Hennes Klienter - 알렉산더 오노프리
- 더 플라이어 - 앤드리아 하킨
- 리딩고의 갱단 - 마야 린드스트룀
- 더 걸 위드 더 옐로우 스토킹스 - 그르제고르즈 무스칼라
- 더 해피 더클링 - 지리 도레브
- 마카브레 월드 오브 라벤더 윌리엄즈 - 닉 델가도
- 더 맨 인사이드 - 로리 브레스니한
- 핑크 카우 - 오눌 구르소이
- 발가락 - 로랑 드니
- 엉클 빌스 바렐 - 이오인 라이언
- 동행 - 우에마츠 요시키
- 쓰레기 청춘 - 페타르 오레스코비치
- Welgunzer - 브래드포드 슈미트

### 감독열전: 시네마 올드 앤 뉴
- 암초가 있는 곳 - 이상일
- 무대 위에서 - 사샤 기드온
- 무제 - 레오 까락스
- 저스티스 - 유키사다 이사오
- 카메라 - 데이빗 크로넨버그
- 모든 남자의 이름은 패트릭이다 - 장 뤽 고다르

### 테마단편전 I: 소통 & I
- 영웅은 없다 - 서승만
- 우리 학교 대표 - 박상준
- 매직캔디 - 민병국
- 유쾌한 도우미 - 구혜선
- 광태의 기초 - 배아람
- 초대 - 유지태

### 테마단편전 II: 8
- 8 - 빔 벤더스
- 8 - 얀 쿠넹
- 8 - 구스 반 산트
- 8 - 제인 캠피온
- 8 - 미라 네이어
- 8 - 가스파 노에
- 8 - 가엘 가르시아 베르날
- 8 - 압데라만 시사코

### 믹스플래닛: 올라! 브라질
- 사진 스케치 - 브루노 카르네이루
- 타라바타라 - 줄리아 자키아
- 하늘로 날아가다 - 베라 에지투
- 첫 키스 / 침 - 에스미르 필로
- 내가 만들지 못한 영화들 - 질베르투 스카르파